# Wipeout
Wipeout (стилизовано как wipE'out" или WipEout) — серия видеоигр в жанре футуристических гонок, разработанная компанией Psygnosis (позднее переименованная в SCE Studio Liverpool). Первая игра серии, Wipeout, была выпущена в 1995 году для игровых консолей Sony PlayStation и Sega Saturn, а также для IBM PC. Впоследствии она получила ряд продолжений для разных игровых платформ.

## Игровой процесс
Действие игр серии происходит в будущем. Игрок управляет летающими гоночными аппаратами, висящими над трассой. Важной особенностью игрового процесса является использование управляемых заносов. Игрок также может брать различные предметы, дающие защиту и позволяющие атаковать противников.
Особенностью игр серии является использование лицензированной электронной музыки. Например, в игре Wipeout 2097 использовалась музыка таких групп, как Orbital, Chemical Brothers и Leftfield. Дизайн первых трёх игр серии был заказан у студии дизайна The Designers Republic.

## Список игр
| Год  | Название                 | Платформа                                                         | Примечания |
| ---- | ------------------------ | ----------------------------------------------------------------- | --- |
| 1995 | Wipeout                  | PlayStation, Sega Saturn, DOS                                     | — |
| 1996 | Wipeout 2097 / XL        | PlayStation, Sega Saturn, Microsoft Windows CD-ROM, Mac OS, Amiga | — |
| 1998 | Wipeout 64               | Nintendo 64                                                       | — |
| 1999 | Wipeout 3                | PlayStation                                                       | Wipeout 3: Special Edition (англ. Wipeout 3: Специальное издание) было выпущено только в Европе, в 2000 году. |
| 2002 | Wipeout Fusion           | PlayStation 2                                                     | — |
| 2005 | Wipeout Pure             | PlayStation Portable                                              | — |
| 2007 | Wipeout Pulse            | PlayStation Portable, PlayStation 2                               | — |
| 2008 | Wipeout HD               | PlayStation 3                                                     | Дополнение Fury было выпущено в 2009 году.                                                                    |
| 2012 | Wipeout 2048             | PlayStation Vita                                                  | — |
| 2013 | Wipeout 2D               | PlayStation Vita                                                  | Вошла в состав «PlayStation Home Arcade»                                                                      |
| 2017 | Wipeout Omega Collection | PlayStation 4                                                     | Сборник обновлённых версий Wipeout HD с дополнением Fury и Wipeout 2048                                       |
| 2021 | Wipeout Merge            | Android, iOS                                                      | — |